# Marko Ojanen
Marko Ojanen (* 27. März 1973 in Helsinki) ist ein ehemaliger finnischer Eishockeyspieler und jetziger -trainer. 

## Karriere
Marko Ojanen begann seine Karriere als Eishockeyspieler in seiner Heimatstadt in der Nachwuchsabteilung von HIFK Helsinki, für dessen Profimannschaft er von 1992 bis 1996 in der SM-liiga, der höchsten finnischen Spielklasse, aktiv war. Anschließend spielte der Flügelspieler ein Jahr lang für den Ligarivalen KalPa Kuopio, ehe er seine Laufbahn von 1997 bis 2000 bei JYP Jyväskylä fortsetzte. Daraufhin wurde er von Tappara Tampere verpflichtet. Mit der Mannschaft wurde er in den Spielzeiten 2000/01 und 2001/02 jeweils Vizemeister, ehe er in der Saison 2002/03 im dritten Anlauf mit Tappara den finnischen Meistertitel gewann. Bei Tappara blieb er auch noch weitere dreieinhalb Jahre, ehe er im Laufe der Saison 2006/07 innerhalb der SM-liiga zu SaiPa Lappeenranta wechselte. Anschließend beendete er dort seine aktive Karriere im Alter von 34 Jahren.
Von 2008 bis 2010 betreute Ojanen die U16-Junioren seines Ex-Klubs Tappara Tampere, zunächst als Assistent, dann als Cheftrainer. Seit 2010 ist er Co-Trainer der Profimannschaft von Tappara in der SM-liiga.

## Erfolge und Auszeichnungen
- 2003 Finnischer Meister mit Tappara Tampere
- 2016 Finnischer Meister mit Tappara Tampere (als Co-Trainer)